# Тарасівка (Боярська міська громада)
Тара́сівка — село в Україні, в Боярській міській територіальній громаді Фастівського району Київської області. Площа — 888,8 га; населення — 7310 осіб (2020). День села — 28 серпня.

## Історія
Тарасівка — поселення скіфського часу. Під час археологічних досліджень О. В. Сєрова у південно-східній частині села в урочищі Круті горби було викрито двошарове поселення скіфського періоду. Пам'ятка розташована на вододілі струмків Красного і Храмків на відстані 400 м від садиби № 107 по вулиці Чапаєва. Розміри поселення 180×350 м. У ньому було знайдено глиняний посуд, прикрашений орнаментом, кілька фрагментів ліпної кераміки скіфської доби.
З часів Київської Русі землі над рікою Вітою належали боярам Малковичам. Відомості про належність їм земель існують в ставропігійній грамоті Андрія Боголюбського 1159 року. Археолог Сєров в межах колишнього Запольського шляху відкрив поселення давньоруського часу на присадибних ділянках № 47—57 по вулиці Чапаєва на правому березі струмка Храмки. Площа поселення 0,5 га, висота 1,5—2 м, зі сходу обмежене греблею, яка утворює ставок. Тут знайдено кераміку XII ст. з чітко вираженою манжетою і верхнім краєм, прикрашену лінійним орнаментом, а також кружальні денця та стінки посуду. Мешканці поселення займалися землеробством, скотарством та гончарством.
Неподалік від села розташоване село Білогородка (за часів Русі — Білгород), побудоване за часів Володимира Великого («Владимир заложи градъ Бель и много людей сведе в онъ ибо любе градъ ось…»). В той час існувало укріплення на нинішній Поповій горі, обнесене ровом, яке називали Бояр-Вітське.
Під час монгольської навали місцеві мешканці героїчно боролися проти військ Батия, про що свідчать розкопки стародавнього Білгорода.
Період після монголо-татар в історії села маловідомий. Згадок немає аж до XVI ст. Висуваються гіпотези про те, що села були спалені, люди вбиті або забрані в полон. Знахідок цього періоду знайдено не було.
У XIV ст. на Київщину стали проникати литовські феодали. Уже при Гедиміні частина київських земель була захоплена литовськими феодалами і приєднана до Великого князівства Литовського. До XVI ст. ця територія перебувала під владою Литви, а в 1569 році внаслідок Люблінської унії відійшла до Речі Посполитої. У цей час відбувалося посилення гноблення населення, у тому числі релігійне.
Селяни, втрачаючи право на землю та опинившись під подвійним гнітом, брали активну участь у селянсько-козацьких повстаннях як проти місцевих панів, так і проти польської шляхти.
Населення брало участь у визвольній війні 1648—1654 років. Саме поблизу села, в урочищі Клепені, збиралися місцеві селяни з навколишніх сіл та йшли до війська Богдана Хмельницького. У ці роки неодноразово виникали сутички на Васильківському шляху. Погроми польських маєтків і повернення привласнених польськими магнатами і шляхтою земель.
Під час Коліївщини до Боярки увійшли розвідувальні загони повстанців Івана Бондаренка.
У документах 1772 року згадується, що село Боярка належало Києво-Софіївському кафедральному собору. А в документах 1841 року вже згадується про те, що село було казенним.

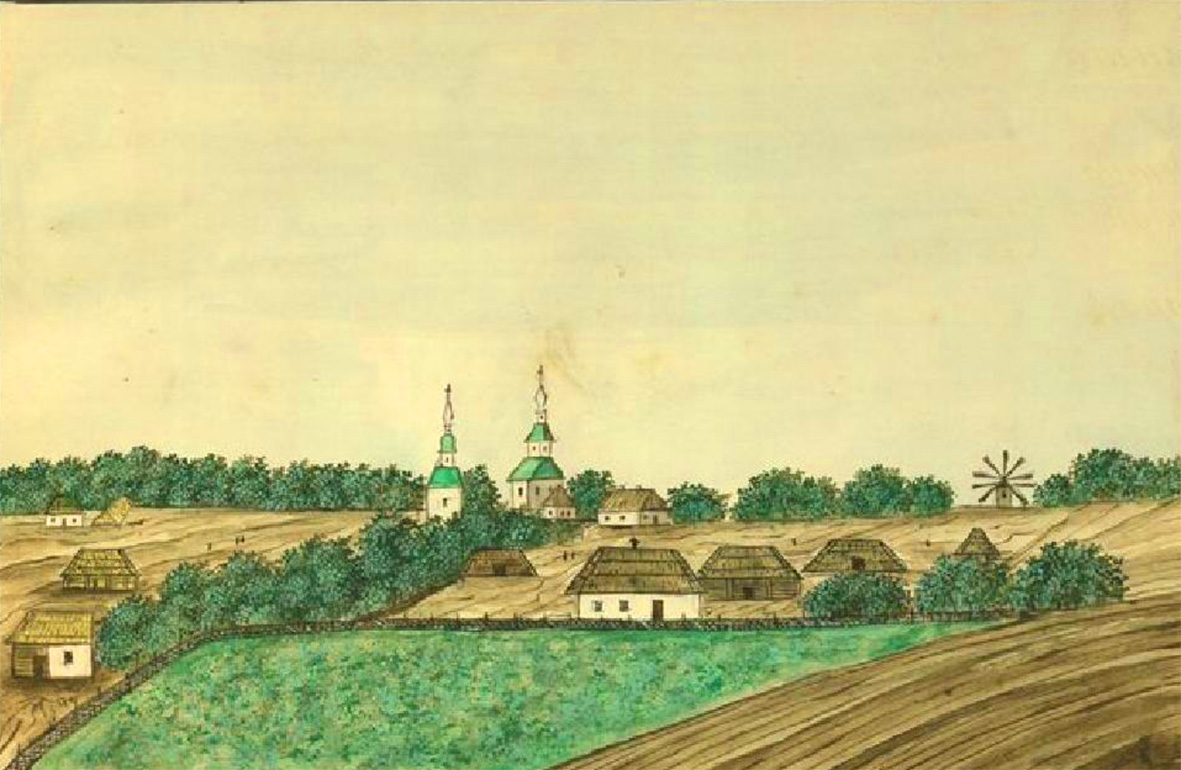
Де ля Фліз. Боярка (1854)

Станом на 1841 рік у селі було 94 житлових будинки, із них міцних — 60, зовсім старих — 34. Населення налічувало 550 осіб, у тому числі 262 чоловіки, 288 жінок.
Основна маса селянських сімей Боярки, як і всієї України, жила в нужді та злиднях. Харчування їх складалося з борщу, картоплі, грубого хліба, житнього, ячмінного або вівсяною борошна, та й то не завжди. Одягом служила свитка, полотняні штани, сорочка та постоли.
Більшість селянських господарств не мала тяглової сили. У селі було 33 коня, 65 корів. За селянами числилося 1363 десятини орної землі, 170 десятин сінокосу. 814 десятин навколо села було зайнято лісами та кущами лісами. Усе це змушувало селян іти на сторонні заробітки.
Наприкінці XIX ст. — на початку XX ст. навколо Києва широко розгорнулось будівництво шкіл, церков, крамниць, економій, нових шляхів. У першій половині XIX ст. розпочалося будівництво залізниці на півдні Росії, зокрема від Києва до Одеси. Залізнична колія проходила повз село, а найближча до Києва станція, збудована за 3 км від села, дістала свою назву від назви села — Боярка. Значна частина біднішого населення знаходила собі заробітки на будівництві залізниці.
Ніякого покращання в житті селян не відбулося і після реформи 1861 року. Викупний платіж із села за рік становив 1946 крб 22 коп.
У 1864 році кількість населення збільшилася до 795 осіб. В економічному та культурному відношенні село залишилось відсталим. Із торгових та промислових об'єктів у селі були тільки винна крамниця та вітряний млин.
На той час в Боярці, як і в усіх селах царської Росії, зустріти письменну людину було складно. У селі була церква, дяк навчав співати, читав Святе Письмо та записував на поминання.
У 1880 році в селі було відкрито першу школу, першим учителем став відставний солдат Василь Штаба. До школи ходили лише 10—12 дітей заможних селян. У 1898 році було призначено вчителя з духовної семінарії. На той час до школи ходили вже близько 40 хлопців та дівчат.
Початок XX століття вніс незначні зміни в життя села. Станом на 1900 рік у селі було 373 двори, у яких мешкали 1490 осіб, з них 760 чоловіків та 730 жінок. У селі була 1651 десятина землі, з яких 71 належала церкві, 1580 — колишнім державним селянам. У селі були церква, церковнопарафіяльна школа, одна казенна винна лавка, дві кузні, три вітряки, пожежна частина. Сільська громада мала один хлібний магазин. Основним заняттям селян було землеробство, деякі селяни йшли на заробітки до Києва або на залізницю. Господарство велося за трипільською системою. Станом на 1 січня в селі було 268 чвертей озимого хліба.
Із початком першої світової війни у 1914 році пройшла мобілізація селян до армії, збільшилося оподаткування, зменшилося виробництво сільськогосподарської продукції, припинилися будівельні роботи на залізниці Жуляни — Германівка.
У 1916 році після успішних боїв російських військ австро-угорська армія зазнала великих втрат, військовополонені потрапили до таборів, що знаходилися на території сучасного Києво-Святошинського району. Вони були залучені до будівництва у Пирогові, Гатному, Боярці, Малютянці, Борщагівці, Ворзелі.
Лютнева революція 1917 року надала поштовх національно-визвольному руху на українських землях. На переважній більшості території України була встановлена радянська влада. Поступово село прилучалося до політичного життя. Селяни на сходках слухали пропагандистів-більшовиків і глибоко сприймали більшовицькі лозунги.
За розпорядженням Київського комітету РСДРП 8 січня 1918 року організовано загони з робітників-залізничників для боротьби проти Центральної Ради, за встановлення радянської влади на Київщині. У Київських залізничних майстернях працювало багато робітників із Боярки, які брали участь у цих загонах.
Селяни села брали активну участь в утверджені Української Народної Республіки в повстанських загонах отамана Кармелюка. Збройний напад на канцелярію 4-ї дільниці Київської повітової варти в с. Будаївці 16 червня 1918 р. здійснили повстанці з с. Поштова Віта Хотовської волості під час якого загинули вартові Вишняк, Бондар, Подоляка, був поранений солдат із німецької комендатури, викрадені 10 гвинтівок, 8 шабель і револьвер, а також особисті речі начальника варти Науменка. Для затримання злочинців з Києва прибуло 25 вартових на трьох німецьких броньованих автомобілях. З'ясовано, що нічний напад здійснили С. Бугаєнко, І. Позихаренко, П. Михайленко і всього за підозрою затримано 9 повстанців із Будаївки, Гатного, Глевахи.
Але зупинити визвольну боротьбу було вже неможливо. Почали створюватися партизанські загони. Улітку 1918 році в навколишніх лісах був організований партизанський загін з бідноти в межах Будаївської і Хотівської волостей, куди входило і село Боярка.
У 1918—1919 роках створювалися повстанські загони проти денікінців. Одним із керівників місцевих повстанців був Степан Пантелеймонович Іванчук. У грудні 1919 року, готуючись до нападу, повстанці розібрали залізничну колію, зруйнували телефонний зв'язок, унаслідок чого в Боярці зупинилися всі поїзди з військовим та іншим майном. У ніч на 23 грудня денікінці з бронепоїзда освітили Боярку та її околиці та відкрили артилерійський і кулеметний вогонь. Сили були нерівними і повстанці змушені були відступати через Юрівку та Віту-Поштову. У боротьбі з денікінцями в ту ніч загинули громадяни села Борис Платонович Петриченко та Андрій Михайлович Гороховський, яких спалили в топці бронепоїзда.
У 1924 році в селі створено першу комсомольську організацію, до складу якої ввійшли 7 комсомольців. Секретарем організації став Олекса Минович Олійник. Того ж року з ініціативи комсомольської організації збори селян вирішили перейменувати село Боярка на село Тарасівку з нагоди 110-ї річниці від дня народження Т. Г. Шевченка. У «Списку поселень Київщини» за 1924 рік значиться: с. Боярка (Тарасівка).
Дерев'яна церква за штатом відносилася до 5-го класу, землі мала у 1863 р. 68 десятин, була збудована 1810 р. на місці попередньої священиком Давидом Компанем, у 1895 р. відремонтована. Клірові відомості, метричні книги, сповідні розписи церкви Успіння Пресвятої Богородиці с. Боярка (приписне с.* Будаївка) (з 1924 село перейменовано на Тарасівку) XVIII ст. — Київської сот. і п., з 1781 р. Київського пов. і нам., з 1797 р. Київського пов. і губ.; XIX ст. — Глеваської волості Київського пов. Київської губ. зберігаються в ЦДІАК України.
Герб затверджений 26 березня 2006 року XXIII сесії сільської ради IV скликання. Автор — Сизон В. Г.

### Київський укріплений район
На межі двадцятих та тридцятих років минулого століття між селами Тарасівка та Крюківщина було споруджено першу лінію оборони КиУР. Під час війни це був п'ятий батальонний район оборони. Німці наступали на Тарасівку з Віти-Поштової через Юрівку вздовж зазделегідь побудованих укріплень, що робило їх малоефективними. Село було зайняте 6 серпня, через пару днів звільнене. Лінія фронту стабілізувалась між Тарасівкою та Юрівкою і вже не мінялась до здачі Києва.

ДОТи дійши до наших часів зруйнованими. ТАУТи зберіглись краще. Вцілів один командно-спостережний пункт №230, який є пам'яткою історії №513/51-Ко.

## Транспорт
На території села розташована залізнична зупинка Тарасівка (зупинний пункт, Південно-Західна залізниця). В південній частині села є доступ до станції Боярка (станція).

## Релігія

### Християнство
Храм Успіння Пресвятої Богородиці
Церква "Божа любов" (баптизм)

### Іслам
Також з 2021 року[джерело?] у селі будується громадою кримських татар мечеть "Кучук Джамі" ( (крим. Küçük Cami, маленька мечеть) .

## Особистості
В селі народилися
- Браудо Ісай Олександрович (1896—1970) — радянський органіст, музикознавець та педагог.
- Вишняк Володимир Федорович (нар. 1950) — український графік.
- Гончаренко Володимир Тарасович (нар. 1947) — український графік
- Кістяківський Георгій Богданович (1900—1982) — американський фізик і хімік українського походження.
- Кузьменко Любов Іванівна (нар. 1950) — українська актриса, співачка (сопрано), педагог. Заслужена артистка України.
- Павлюченко Поліна Григорівна (нар. 1945 — народна артистка України.
- Сінягуб Антон Сергійович (1993—2017) — молодший сержант Збройних сил України, учасник російсько-української війни.
- Шелехова Галина Тарасівна (нар. 1951) — український мовознавець.

Мешкали
- Проценко Володимир Миколайович (нар. 1954) — український письменник, журналіст, краєзнавець, член Національної спілки письменників України, заслужений діяч мистецтв України. Проживав з 1981 по 1994 рік і працював за суміцництвом у сільській школі.[9];

## Галерея

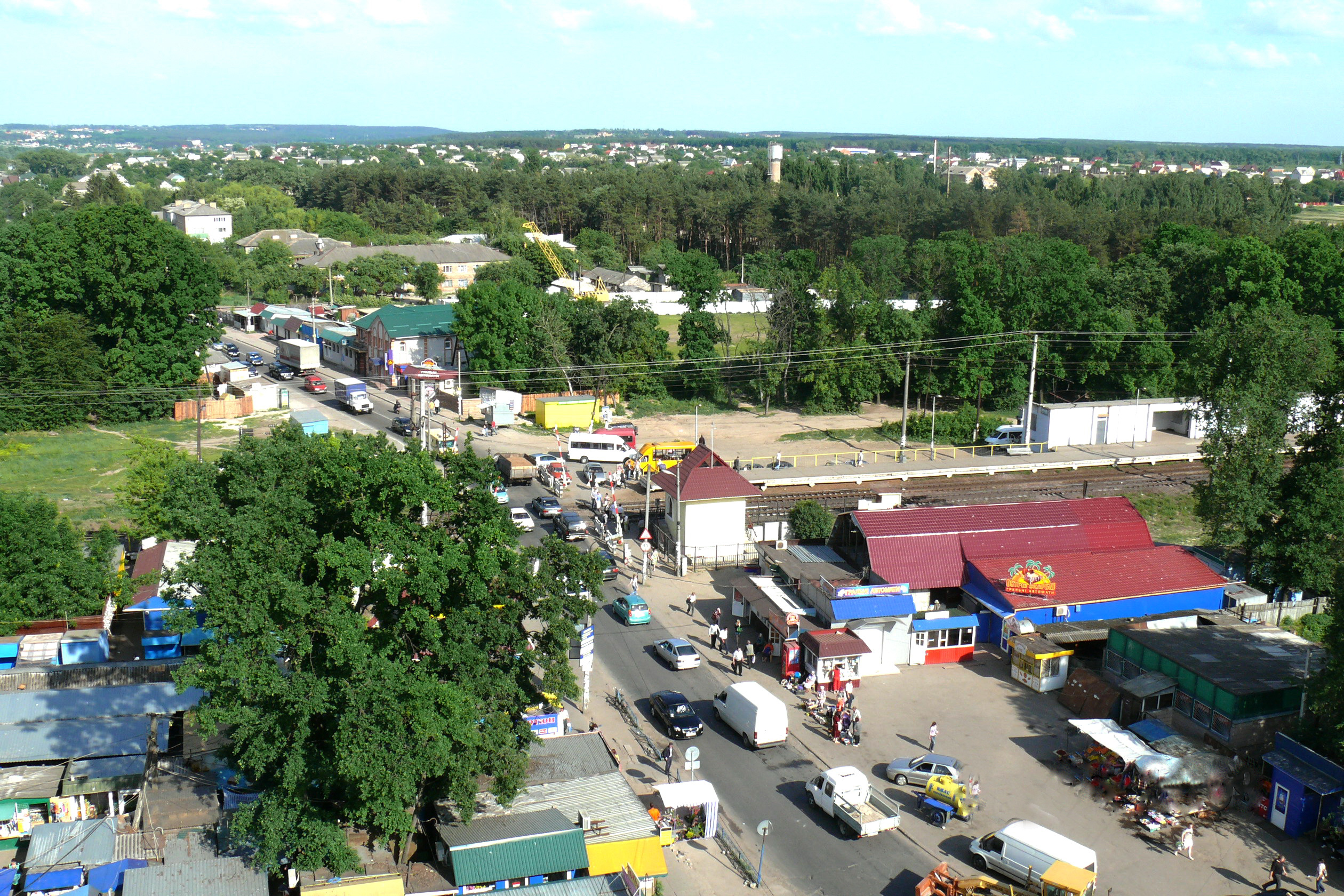
Вид на залізничну платформу Тарасівка. На задньому плані — село Тарасівка
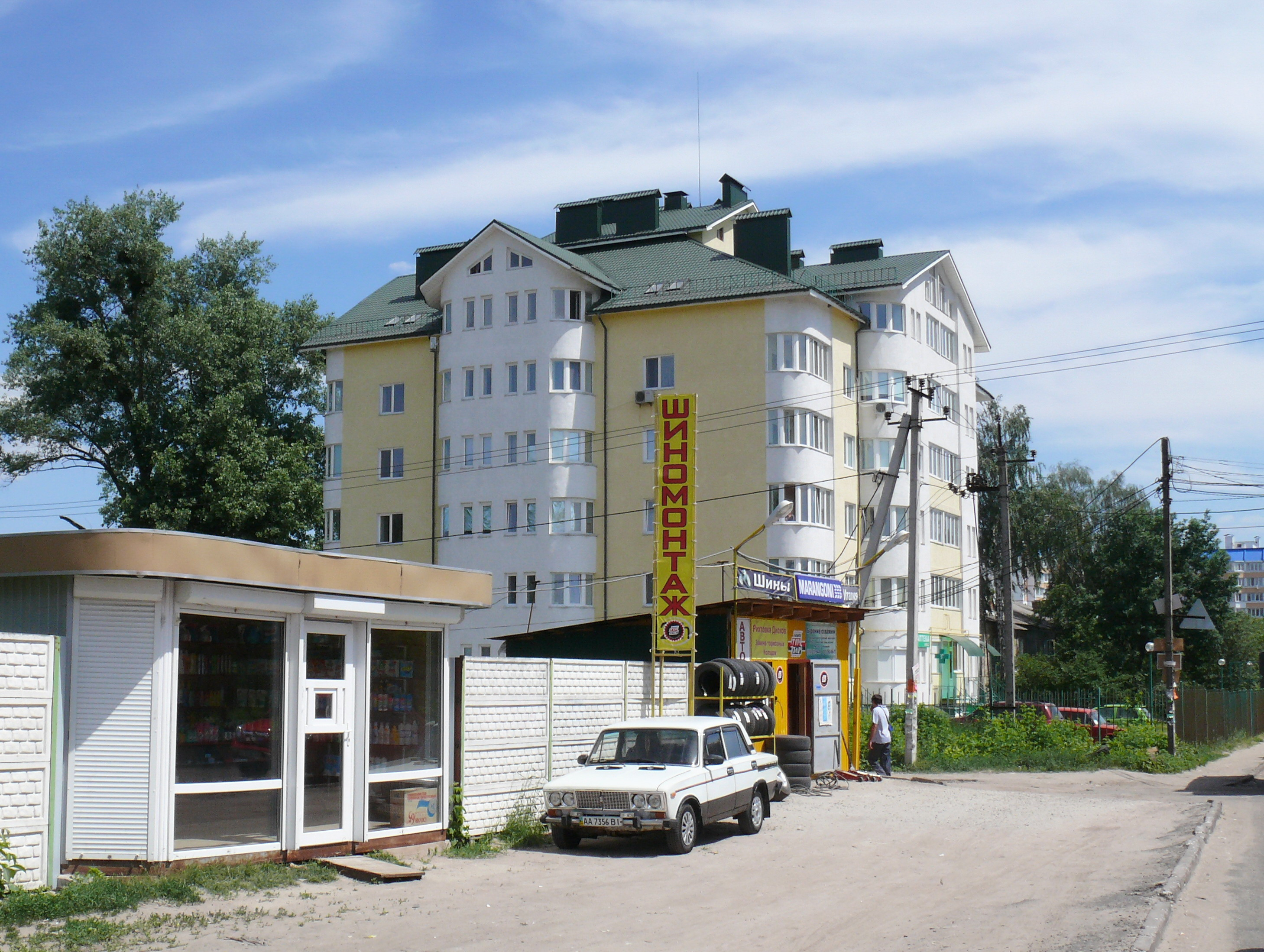
Новобудови села по вулиці Шевченка
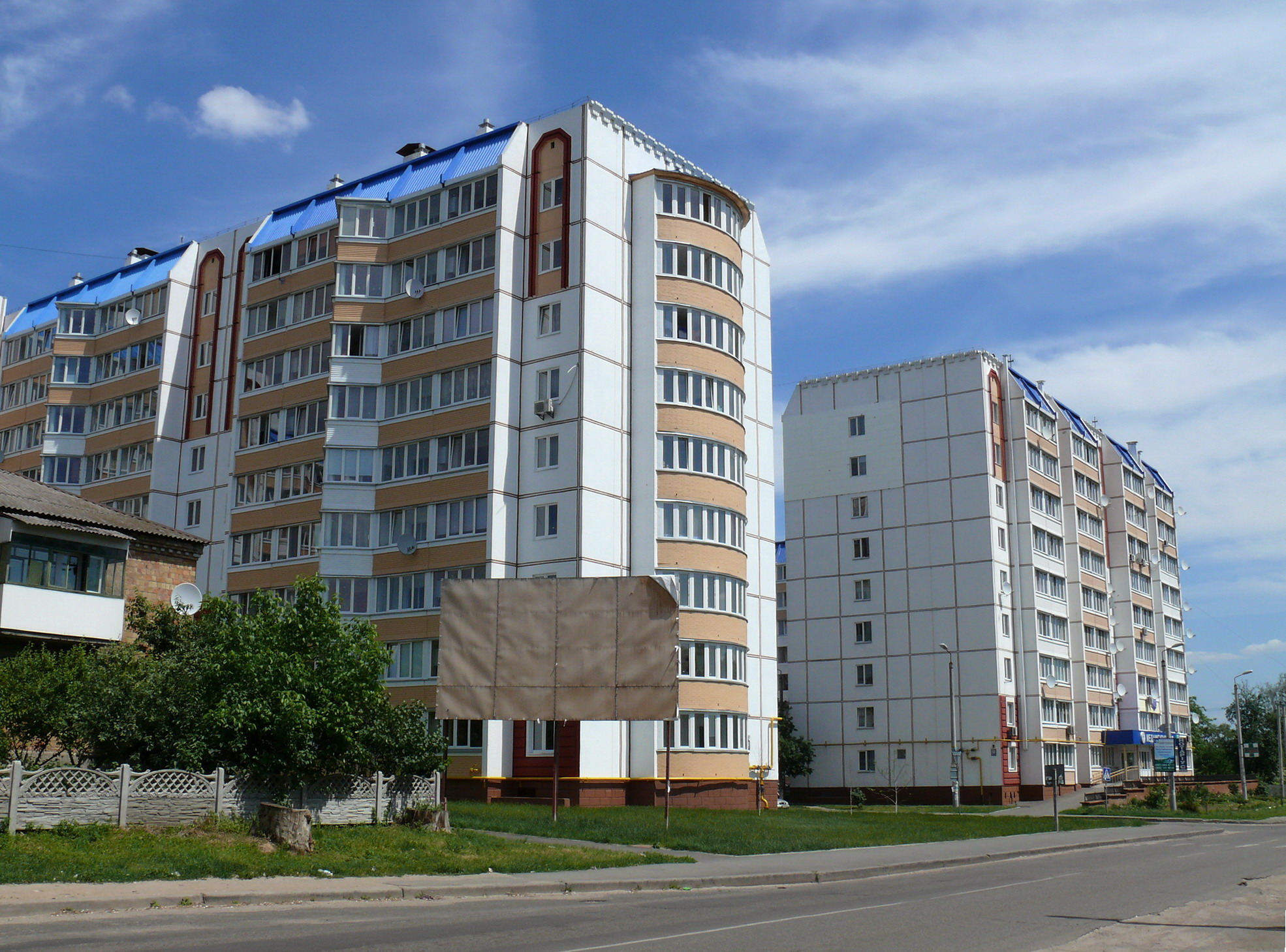
Нові житлові будинки
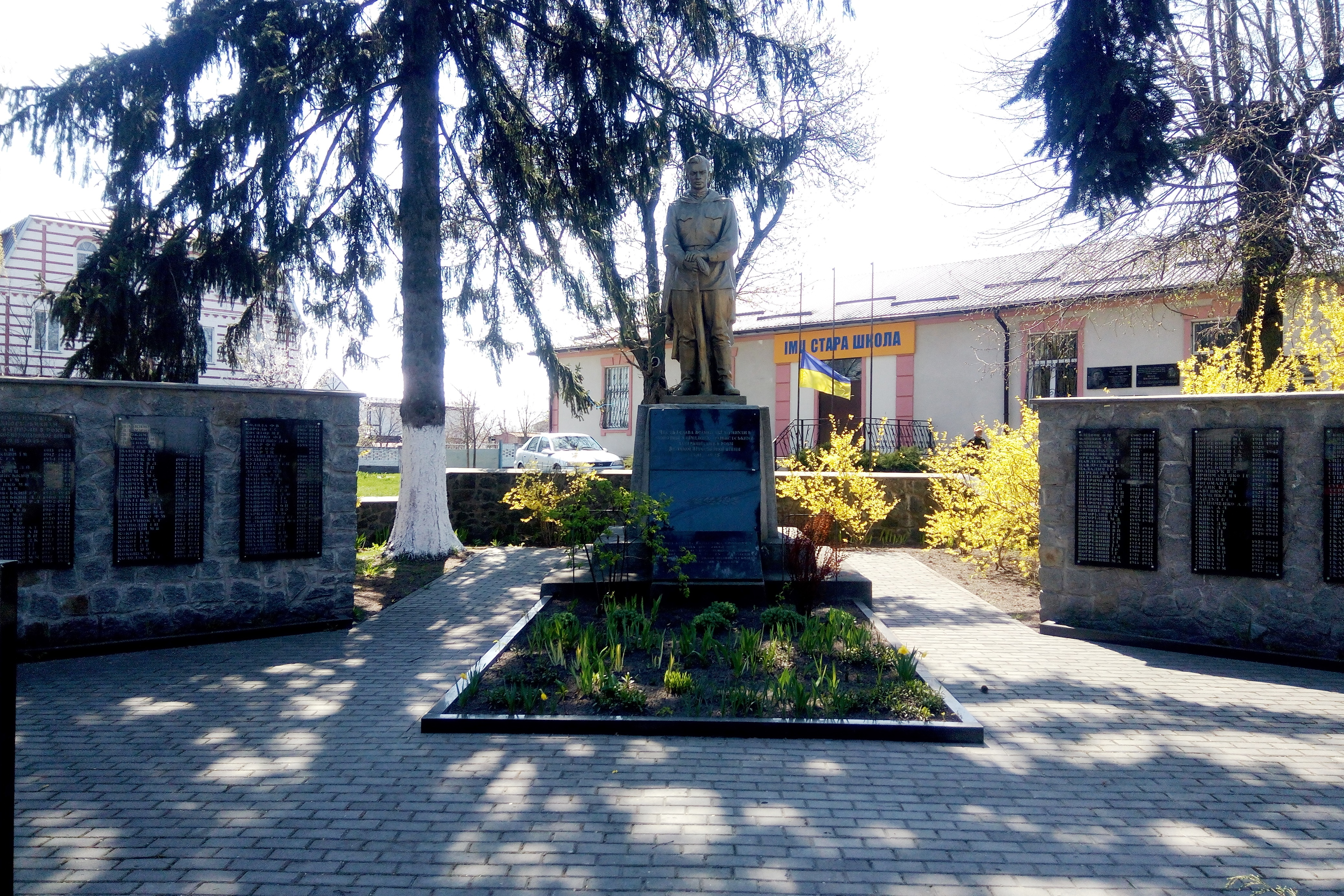
Братська могила воїнів загиблих в роки ВВВ
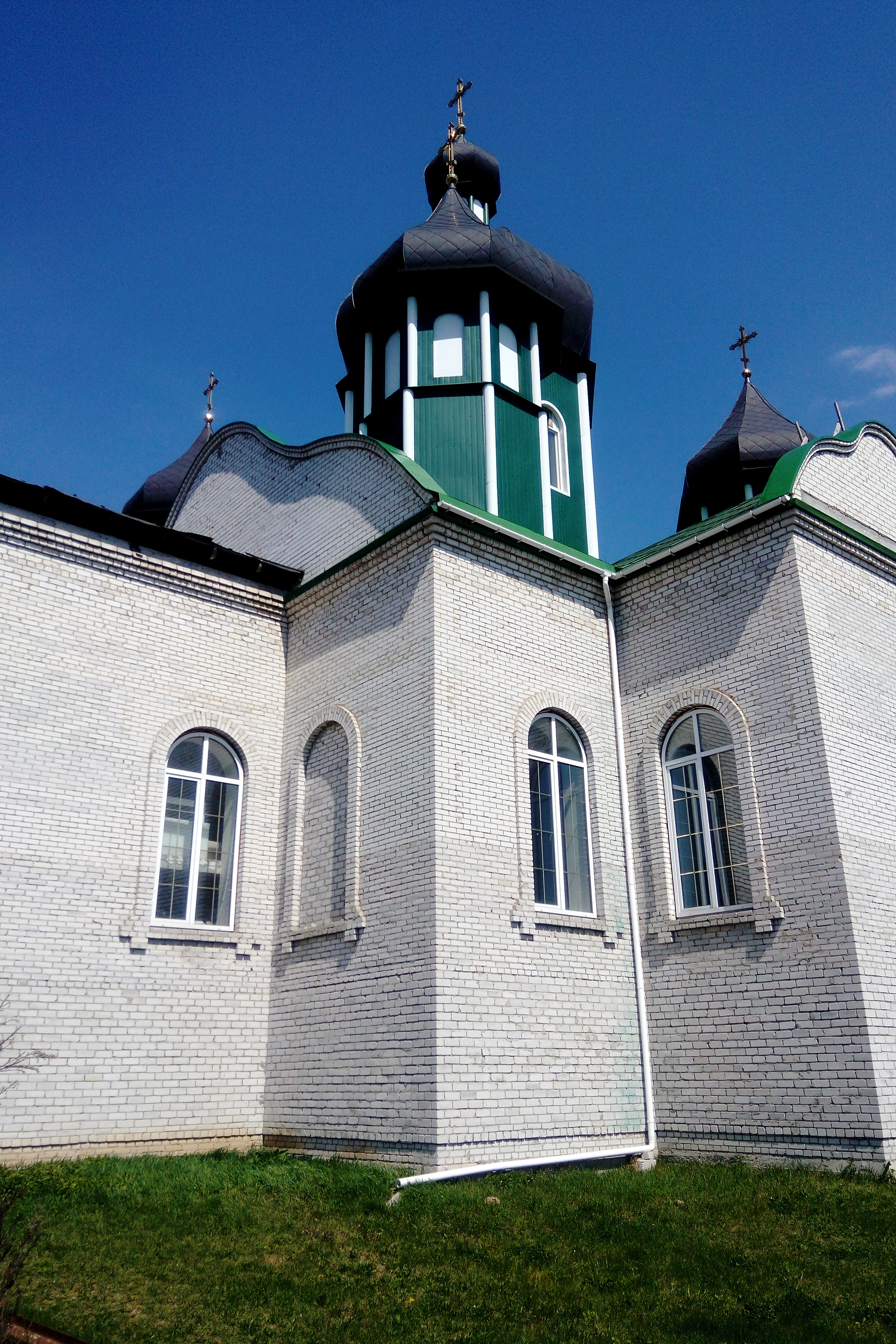
Храм Успіння Пресвятої Богородиці
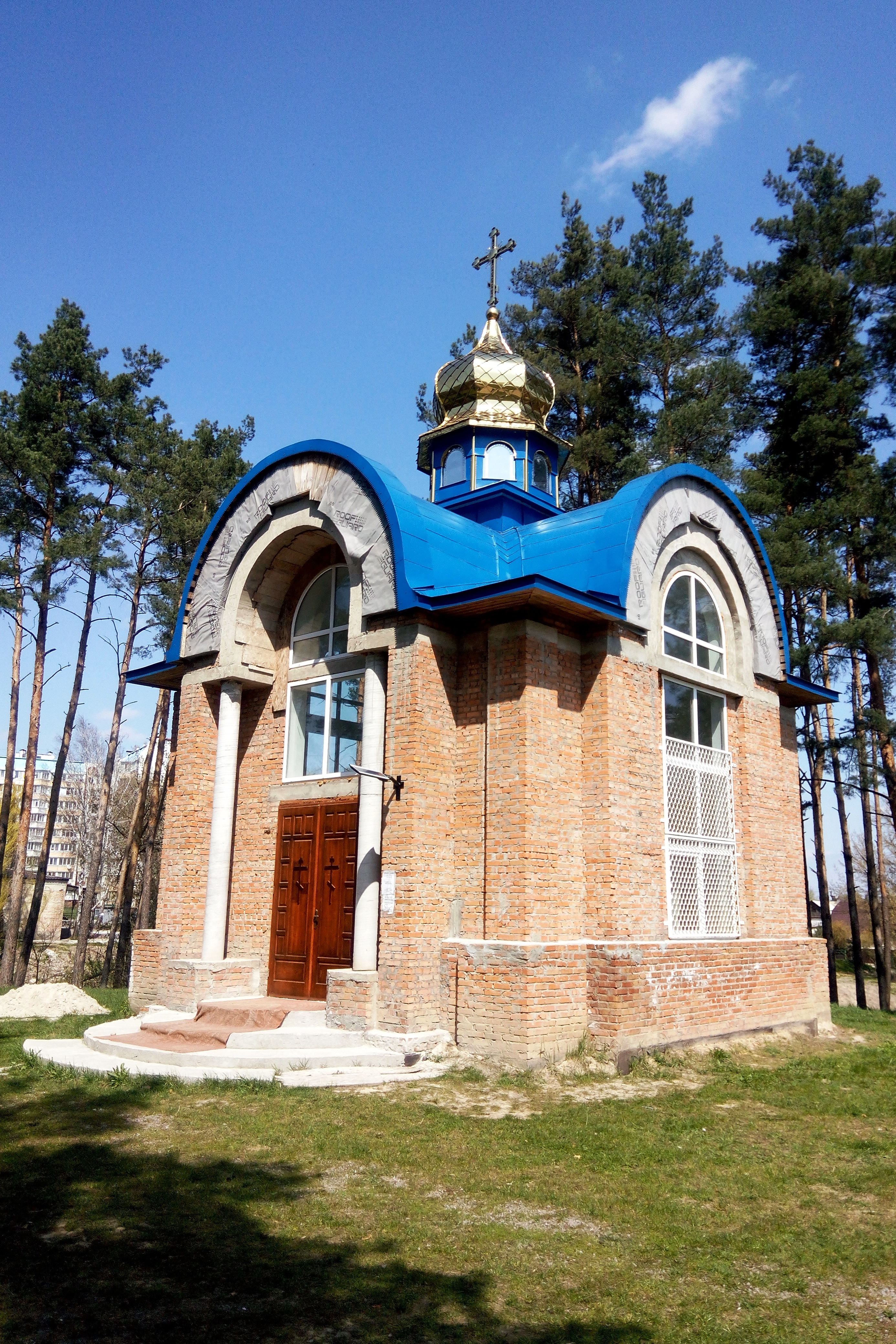
Церква на провулку Островського